# Bateria FB-V-1
Bateria artylerii ciężkiej (FB V-1) – jedna z trzech baterii artyleryjskich jakie wspomagały Fort 45 Zielonki. Bateria powstała w 1884 roku w ramach Twierdzy Kraków. Znajduje się po zachodniej stronie fortu, na terenie prywatnym.
Jedna z dwóch pozostałych baterii była położona na terenie dzisiejszego cmentarza. Śladem po niej są trzy murowane schrony pogotowia. Wały ziemne zniwelowano. Znajduje się po wschodniej stronie fortu.
Trzecia bateria, z 1902 roku, zachowała się. Jej porośnięty krzewami zarys znajduje się po zachodniej stronie fortu.